# Tetramerinx longispina
Tetramerinx longispina är en tvåvingeart som först beskrevs av Malloch 1923.  Tetramerinx longispina ingår i släktet Tetramerinx och familjen husflugor. Inga underarter finns listade i Catalogue of Life.